# Мендоза, Джессика
Дже́ссика Офе́лия Мендо́за (англ. Jessica Ofelia Mendoza; род. 11 ноября 1980, Камарилло, Калифорния, США) — американская софтболистка.

## Биография
Джессика Офелия Мендоза родилась 11 ноября 1980 года в Камарилло(штат Калифорния, США) в семье Джила и Карен Мендоза. У Джессики есть брат и две сестры — Уолт Мендоза, Элена Мендоза и Алана Мендоза.
Джессика начала карьеру софтоболистки в 1999 году, став участницей софтбол-команды «All-America». В 2004 году на Летних Олимпийских играх 2004 команда, в которую входила Мендоза, завоевала «золото», а в 2008 году на Летних Олимпийских играх 2008 — «серебро».
Джессика замужем за Адамом Бёрксом. У супругов есть два сына — Кейлеб Эштон Мендоза-Бёркс (род.12.08.2009) и Кэйден Адам Мендоза-Бёрк (род.2014).